# Drepaneidae
Se procura a família de borboletas nocturnas, veja Drepanidae.

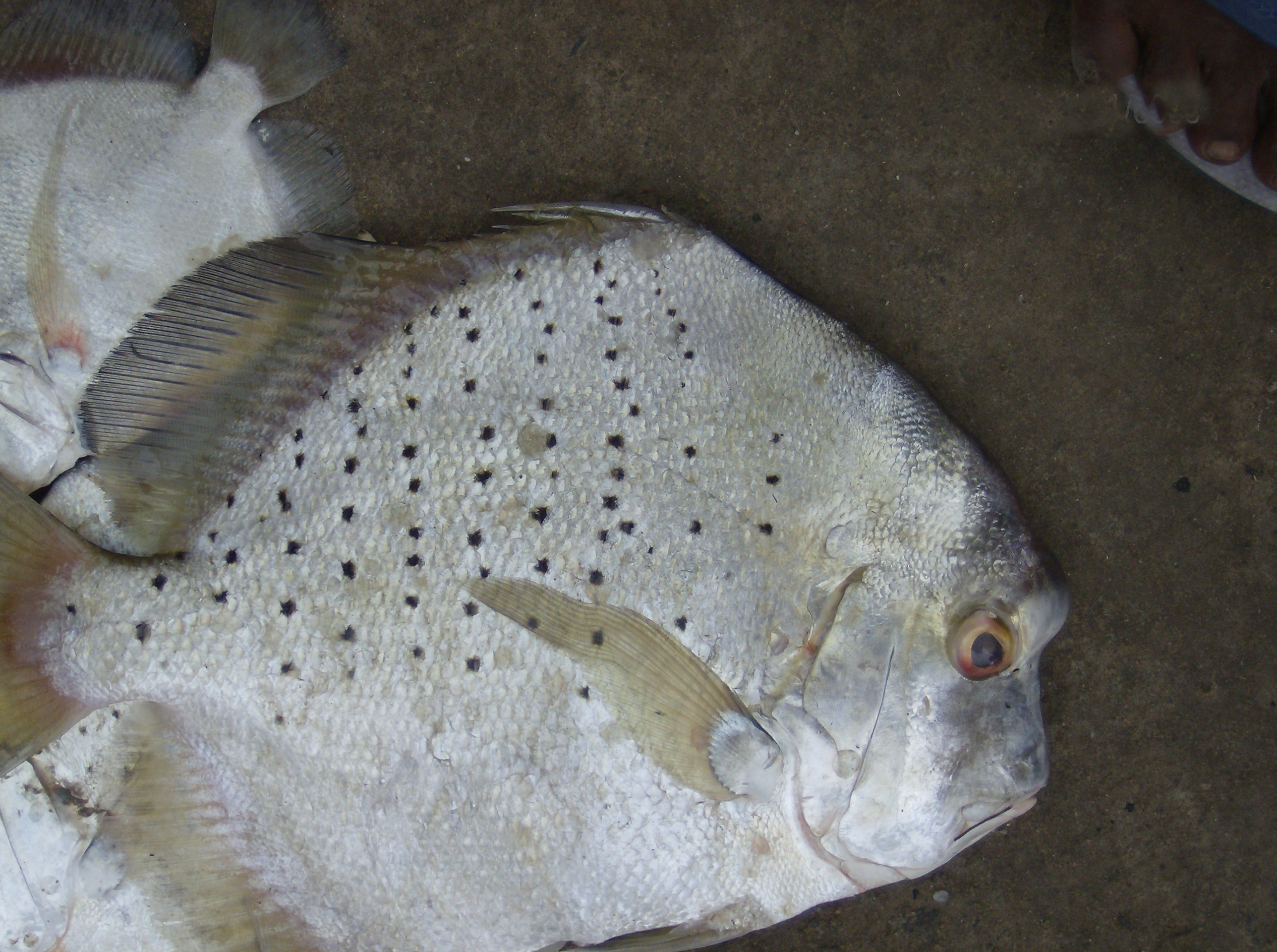
Drepane punctata em Machilipatnam (Andhra Pradesh, Índia).

Drepaneidae é uma família monotípica de peixes perciformes que apenas inclui o género Drepane. O taxon tem como distribuição natural o Oceano Índico, a região ocidental do Oceano Pacífico e o leste do Atlântico nas proximidades de África.

## Espécies
Estão descritas três espécies do género Drepane, mas a distinção entre D. longimana e D. punctata é baseda na cor, não na morfologia corporal, podendo as designações ser sinónimos taxonómicos.
- Drepane africana Osório, 1892.
- Drepane longimana (Bloch & Schneider, 1801).
- Drepane punctata Linnaeus, 1758.